# 660 Crescentia
660 Crescentia је астероид главног астероидног појаса. Приближан пречник астероида је 42,24 ,
а средња удаљеност астероида од Сунца износи 2,533 астрономских јединица (АЈ).
Инклинација (нагиб) орбите у односу на раван еклиптике је 15,215 степени, а орбитални период износи 1473,023 дана (4,032 године). Ексцентрицитет орбите астероида износи 0,105.
Апсолутна магнитуда астероида износи 9,14 а геометријски албедо 0,218.
Астероид је откривен 8. јануара 1908. године.